# Шиканджви

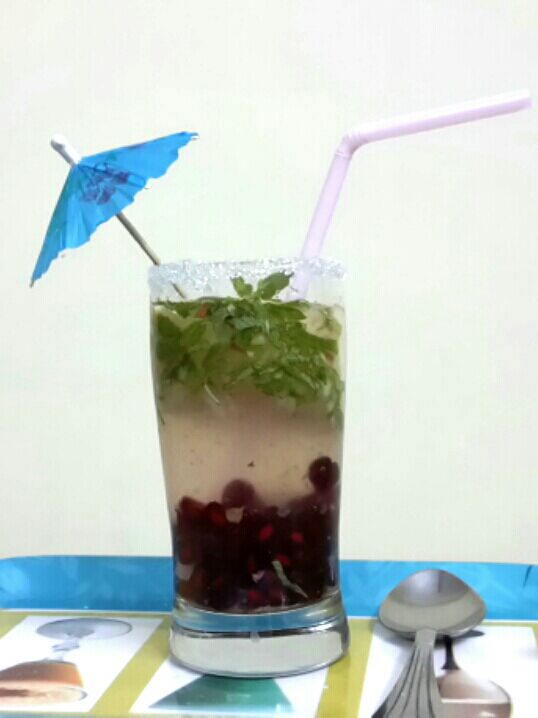
Шиканджви подается с зернами граната, тертым яблоком и мятой

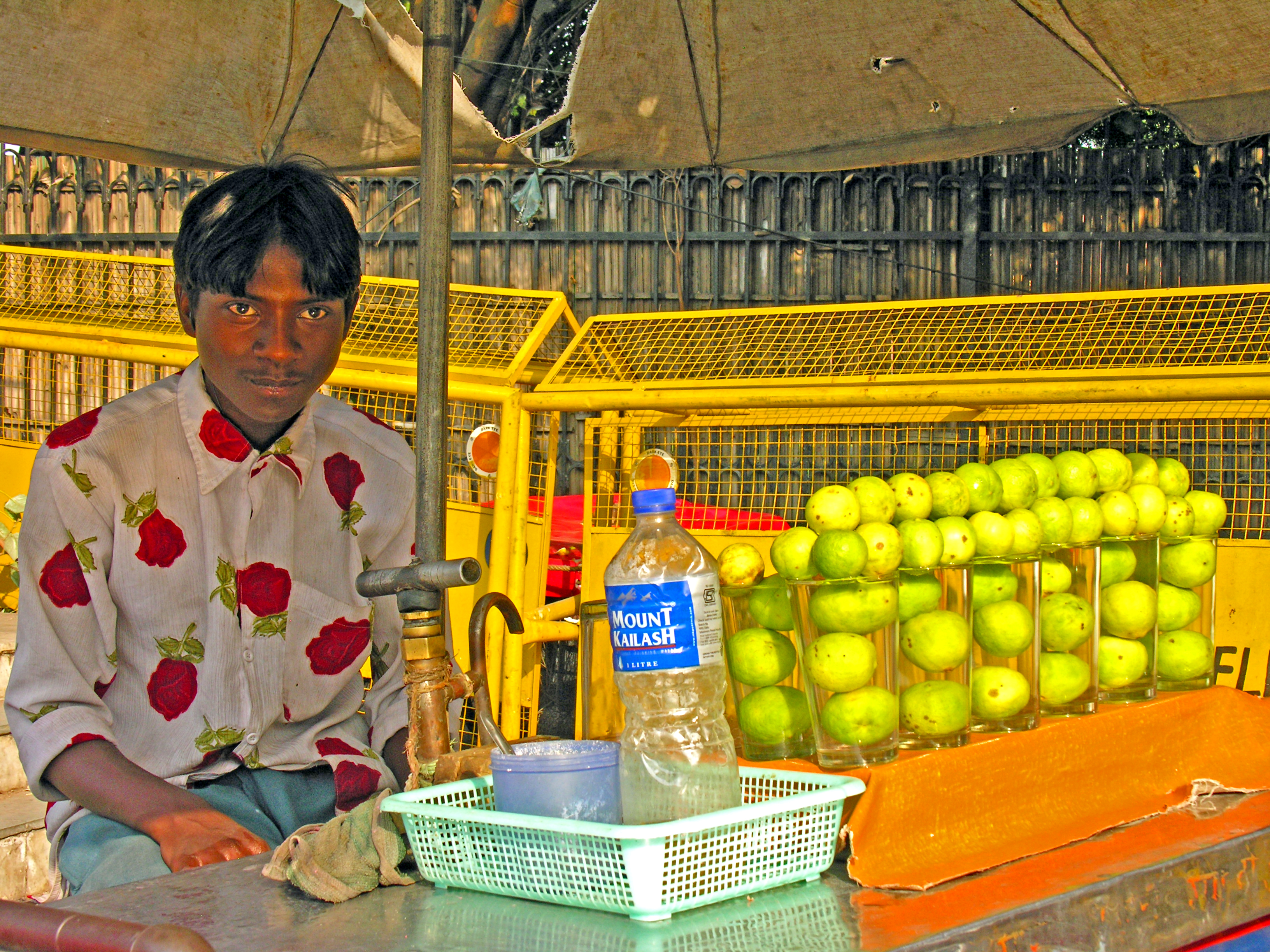
Продавец лимонада шиканджви, рядом с Красным Фортом, Дели.

Шиканджви — тип традиционного лимонада в Индии и регионе Южной Азии. Альтернативные названия включают «шиканжи», «шиканби».
Этот тип лимонада известен под более распространенным названием «Нимбу пани» («Лимонная вода»). Базовые ингредиенты включают в рецепт лимонный или лаймовый сок, сок или кусочек имбиря, разбавленные водой и также содержит другие ингредиенты, такие как сахар, соль, шафран и зиру.

## Подготовка
Пример рецепта для приготовления стакана шиканджви (Пенджаб):
Ингредиенты: сок выжатый из двух лимонов, тоненький кусок имбиря, одну или две чайные ложки сахара, половину чайной ложки соли и половину чайной ложки чёрного перца.
Процесс: в стакан (200 мл) холодной воды, добавить лимонный сок, имбирь, сахар, соль и перец. Перемешать до растворения сахара и соли. Это традиционный рецепт, однако, в различных регионах в напиток добавляют листья мяты, розовую воду, молотую зиру и др.